# Mantingan (Jaken)
Mantingan is een bestuurslaag in het regentschap Pati van de provincie Midden-Java, Indonesië. Mantingan telt 2460 inwoners (volkstelling 2010).